# Eva Krutina
Eva Krutina (* 4. April 1925 in Berlin; † 25. Januar 2020) war eine deutsche Schauspielerin und Synchronsprecherin.

## Leben und Leistungen
Eva Krutina war zwischen den späten 1940er Jahren und der Jahrtausendwende schauspielerisch tätig, so war sie z. B. neben Wolfgang Kieling in Der Weg nach Palermo (1956) zu sehen. Nach einer großen Unterbrechung war sie besonders seit den 70er Jahren vor der Kamera aktiv, so in Der Lord von Bambeck (1973), Vaterland (1985), Neues Deutschland (1993) oder einer Episode der bekannten Fernsehserie Der Alte.
Krutina war auch als Sprecherin aktiv, zu Beginn ihrer Karriere auch im Synchronbereich. Wenige Jahre war sie die Standardstimme Shirley MacLaines, darunter in Verdammt sind sie alle (1958). Daneben sind nur zwei weitere Einsätze für die Schauspielerinnen Kitty Kallen und Justine Lord belegt. Bereits 1949 war sie in der Hörspielfassung von Das Bergwerk zu Falun von Hugo von Hofmannsthal, die in Bremen produziert wurde, in der Rolle der Ilsebill zu hören.
Eva Krutina war (wahrscheinlich nur in den 1950er Jahren) mit ihrem Kollegen Ottokar Runze verheiratet und lebte bis zu ihrem Tod in Berlin-Zehlendorf und Kreuzberg. Sie war seit 1980 umfangreich in der kirchlichen Gemeindearbeit aktiv. Sie starb am 25. Januar 2020 im Alter von 94 Jahren.

## Filmografie
- 1952: Postlagernd Turteltaube
- 1954: Die Fuchsjagd
- 1973: Der Lord von Barmbeck
- 1975: Das Messer im Rücken
- 1975: Es fängt ganz harmlos an
- 1976: Auf der Suche nach dem Glück
- 1976: Hans und Heinz Kirch (Frau Kirch)
- 1981: Stern ohne Himmel (Flüchtlingsfrau)
- 1981: Das Haus im Park (Frau Kusanke)
- 1981: Es geht seinen Gang oder Mühen in unserer Ebene (Mutter)
- 1983: Die Beine des Elefanten
- 1983: Zausel
- 1985: Der Alte (Serie), Ep. Hals über Kopf (Frau Lanske)
- 1985: Vaterland
- 1986: Ein heikler Fall (Serie)[5]
- 1990: Siebenstein: Der Beinahe-Flug (Kunstsammlerin)
- 1990: Hotel Paradies
- 1993: Neues Deutschland
- 1993: Ohne mich
- 1997: Hundert Jahre Brecht

## Theater
- 1950: Sergei Michalkow: Golowin und seine Wandlung – Regie: Inge von Wangenheim (Theater am Schiffbauerdamm)